# Lijst van wijken in Singapore

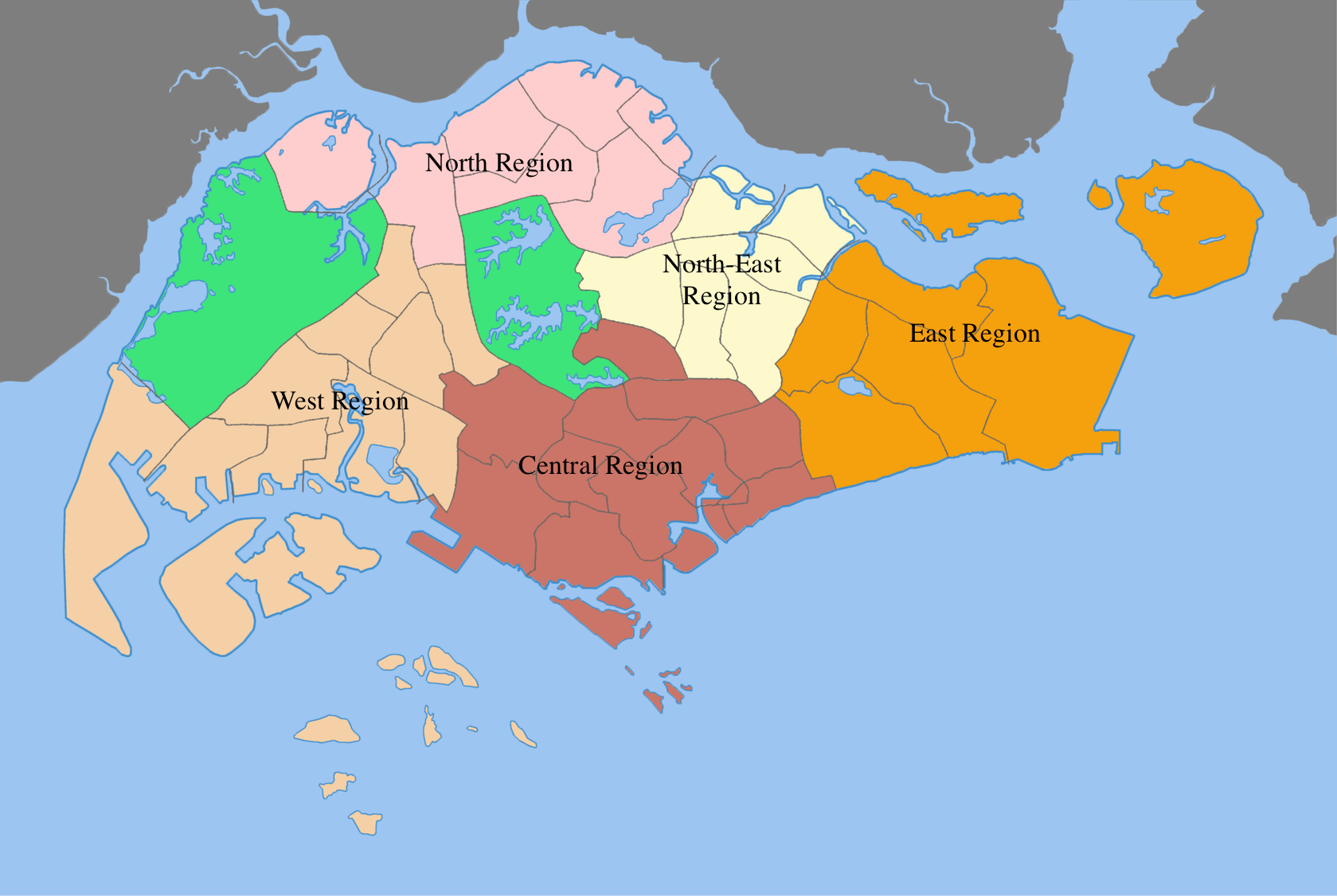

Singapore is onderverdeeld in 55 wijken (urban planning areas) verdeeld over de vijf regio's.
- Central Region
  - Bishan
  - Bukit Merah
  - Bukit Timah
  - Geylang
  - Kallang
  - Marine Parade
  - Novena
  - Queenstown
  - Tanglin
  - Toa Payoh
  - Southern Islands
  - Centraal Gebied
    - Downtown Core
    - Marina East
    - Marina South
    - Museum
    - Newton
    - Orchard
    - Outram
    - River Valley
    - Rochor
    - Singapore River
    - Straits View
- East Region
  - Bedok
  - Changi
  - Changi Bay
  - Paya Lebar
  - Pasir Ris
  - Tampines
- North Region
  - Central Water Catchment
  - Lim Chu Kang
  - Mandai
  - Sembawang
  - Simpang
  - Sungei Kadut
  - Woodlands
  - Yishun
- North-East Region
  - Ang Mo Kio
  - Hougang
  - North-eastern Islands
  - Punggol
  - Seletar
  - Sengkang
  - Serangoon
- West Region
  - Bukit Batok
  - Bukit Panjang
  - Boon Lay
  - Choa Chu Kang
  - Clementi
  - Jurong East
  - Jurong West
  - Pioneer
  - Tengah
  - Tuas
  - Western Islands
  - Western Water Catchment